# .pt
.pt — национальный домен верхнего уровня для Португалии. Введён в 1988 году. Предназначен для объектов, связанных с Португалией.
К нему принадлежат следующие домены второго уровня:
- .com.pt: без ограничений; онлайн регистрация
- .edu.pt: образование
- .gov.pt: Правительство Португалии
- .int.pt: международные организации или иностранные дипломатические представительства в Португалии
- .net.pt: телекоммуникационные провайдеры
- .nome.pt: физические лица
- .org.pt: некоммерческие организации
- .publ.pt: публикации (например, газеты)

С 1 мая 2012 года регистрация напрямую на втором уровне доступна без ограничений. За первую неделю было зарегистрировано 28984 новых домена под .pt